# IPv4
IPv4 eller Internet Protocol version 4 är version fyra av internetprotokollet (IP). IPv4 var den första versionen som fick stor spridning och är idag den version som internet i huvudsak baseras på.
En IP-adress i IPv4 består av 32 bitar och begränsar protokollet till 4 294 967 296 unika adresser, av vilka flera är reserverade för speciella ändamål som exempelvis multicast och lokala nät. IPv6 har utvecklats som en möjlig efterföljare till IPv4, huvudsakligen beroende på att det begränsade utrymmet av lediga IP-adresser i IPv4. Tekniker som Network Address Translation och Port Address Translation har minskat behovet av nya adresser och därmed införandet av ett nytt protokoll. Efterfrågade funktioner som finns i IPv6, som exempelvis IPSec, har portats till IPv4 vilket ytterligare minskat behovet av ett nytt protokoll.

## Adresser i IPv4
En adress i IPv4 består av 32 bitar och skrivs vanligtvis som fyra bytes med en punkt emellan, så kallad Dot-decimal notering. Exempelvis 207.142.131.235. Det är även möjligt att skriva i följande format:
| Dotted Decimal (normal) | 207.142.131.235                     |
| Dotted Hexadecimal      | 0xCF.0x8E.0x83.0xEB                 |
| Dotted Binary           | 11001111.10001110.10000011.11101011 |
| Dotted Octal            | 0317.0216.0203.0353                 |
| Decimal                 | 3482223595                          |
| Hexadecimal             | 0xCF8E83EB                          |

IP-adresserna ovan ska fungera i de flesta webbläsare och pekar för tillfället på wikimedia.org (skriv in http://0xCF8E83EB eller https://web.archive.org/web/20060224222323/http://207.142.131.235/ i din webbläsare).

## IPv4 header
IP-trafik är paketbaserat, och varje paket inleds med en header enligt följande:
| +   | Bits 0–3            | Bits 0–3            | Bits 0–3            | Bits 0–3            | 4–7                 | 4–7                 | 4–7                 | 4–7                 | 8–15                                      | 8–15                                      | 8–15                                      | 8–15                                      | 8–15                                      | 8–15                                      | 8–15                                      | 8–15                                      | 16–18               | 16–18               | 16–18               | 19–31               | 19–31               | 19–31               | 19–31               | 19–31               | 19–31               | 19–31               | 19–31               | 19–31               | 19–31               | 19–31               | 19–31               | 19–31               |
| --- | ------------------- | ------------------- | ------------------- | ------------------- | ------------------- | ------------------- | ------------------- | ------------------- | ----------------------------------------- | ----------------------------------------- | ----------------------------------------- | ----------------------------------------- | ----------------------------------------- | ----------------------------------------- | ----------------------------------------- | ----------------------------------------- | ------------------- | ------------------- | ------------------- | ------------------- | ------------------- | ------------------- | ------------------- | ------------------- | ------------------- | ------------------- | ------------------- | ------------------- | ------------------- | ------------------- | ------------------- | ------------------- |
| 0   | Version             | Version             | Version             | Version             | Header length       | Header length       | Header length       | Header length       | Type of Service (numera DiffServ och ECN) | Type of Service (numera DiffServ och ECN) | Type of Service (numera DiffServ och ECN) | Type of Service (numera DiffServ och ECN) | Type of Service (numera DiffServ och ECN) | Type of Service (numera DiffServ och ECN) | Type of Service (numera DiffServ och ECN) | Type of Service (numera DiffServ och ECN) | Total Length        | Total Length        | Total Length        | Total Length        | Total Length        | Total Length        | Total Length        | Total Length        | Total Length        | Total Length        | Total Length        | Total Length        | Total Length        | Total Length        | Total Length        | Total Length        |
| 32  | Identification      | Identification      | Identification      | Identification      | Identification      | Identification      | Identification      | Identification      | Identification                            | Identification                            | Identification                            | Identification                            | Identification                            | Identification                            | Identification                            | Identification                            | Flags               | Flags               | Flags               | Fragment Offset     | Fragment Offset     | Fragment Offset     | Fragment Offset     | Fragment Offset     | Fragment Offset     | Fragment Offset     | Fragment Offset     | Fragment Offset     | Fragment Offset     | Fragment Offset     | Fragment Offset     | Fragment Offset     |
| 64  | Time to Live        | Time to Live        | Time to Live        | Time to Live        | Time to Live        | Time to Live        | Time to Live        | Time to Live        | Protocol                                  | Protocol                                  | Protocol                                  | Protocol                                  | Protocol                                  | Protocol                                  | Protocol                                  | Protocol                                  | Header Checksum     | Header Checksum     | Header Checksum     | Header Checksum     | Header Checksum     | Header Checksum     | Header Checksum     | Header Checksum     | Header Checksum     | Header Checksum     | Header Checksum     | Header Checksum     | Header Checksum     | Header Checksum     | Header Checksum     | Header Checksum     |
| 96  | Source Address      | Source Address      | Source Address      | Source Address      | Source Address      | Source Address      | Source Address      | Source Address      | Source Address                            | Source Address                            | Source Address                            | Source Address                            | Source Address                            | Source Address                            | Source Address                            | Source Address                            | Source Address      | Source Address      | Source Address      | Source Address      | Source Address      | Source Address      | Source Address      | Source Address      | Source Address      | Source Address      | Source Address      | Source Address      | Source Address      | Source Address      | Source Address      | Source Address      |
| 128 | Destination Address | Destination Address | Destination Address | Destination Address | Destination Address | Destination Address | Destination Address | Destination Address | Destination Address                       | Destination Address                       | Destination Address                       | Destination Address                       | Destination Address                       | Destination Address                       | Destination Address                       | Destination Address                       | Destination Address | Destination Address | Destination Address | Destination Address | Destination Address | Destination Address | Destination Address | Destination Address | Destination Address | Destination Address | Destination Address | Destination Address | Destination Address | Destination Address | Destination Address | Destination Address |
| 160 | Options             | Options             | Options             | Options             | Options             | Options             | Options             | Options             | Options                                   | Options                                   | Options                                   | Options                                   | Options                                   | Options                                   | Options                                   | Options                                   | Options             | Options             | Options             | Options             | Options             | Options             | Options             | Options             | Options             | Options             | Options             | Options             | Options             | Options             | Options             | Options             |
| 192 | Data                | Data                | Data                | Data                | Data                | Data                | Data                | Data                | Data                                      | Data                                      | Data                                      | Data                                      | Data                                      | Data                                      | Data                                      | Data                                      | Data                | Data                | Data                | Data                | Data                | Data                | Data                | Data                | Data                | Data                | Data                | Data                | Data                | Data                | Data                | Data                |

Version - vilken version av IP-protokollet paketet består av
Header length - 
Type of Service (numera DiffServ och ECN)
Total Length
Identification
Flags
Fragment Offset
Time to Live
Protocol
Header Checksum
Source Address
Destination Address
Options
Data